# Amplicincia
Amplicincia is een geslacht van vlinders van de familie spinneruilen (Erebidae), uit de onderfamilie Arctiinae.

## Soorten
- A. fletcheri Field, 1950
- A. lathyi Field, 1950
- A. mixta Möschler, 1886
- A. pallida Butler, 1878
- A. walkeri Field, 1950